# Chính phủ Thái Lan
Chính phủ Thái Lan (tên chính thức là: Chính phủ Hoàng gia Thái Lan, tiếng Thái: รัฐบาลไทย; RTGS: Ratthaban Thai; tiếng Anh: Royal Thai Government) là chính phủ của Vương quốc Thái Lan. Triều đại hiện tại của Vương quốc Thái Lan là Vương triều Chakri, với thủ đô là Băng Cốc từ năm 1782. Cuộc cách mạng năm 1932 đã kết thúc chế độ Quân chủ tuyệt đối và thay vào đó là chế độ Quân chủ lập hiến.
Từ đó về sau, quốc gia này đã được cai trị bởi một chuỗi các nhà lãnh đạo quân sự sau hàng loạt cuộc đảo chính, gần đây nhất là vào tháng 5 năm 2014, và những khoảng thời gian ngắn dân chủ. Hiến pháp 2007 (soạn thảo bởi một hội đồng quân sự được chỉ định, nhưng đã được phê duyệt bởi một cuộc trưng cầu dân ý) đã bị bãi bỏ bởi cuộc đảo chính năm 2014, những người đảo chính sau đó đã điều hành đất nước như là một chế độ độc tài quân sự.
Thái lan đến nay đã có 17 hiến pháp. Dù vậy, cơ cấu của chính phủ vẫn như nhau. Chính phủ Thái lan gồm có ba nhánh: hành pháp, lập pháp và tư pháp. Hệ thống chính phủ được hình thành dựa vào hệ thống Westminster của Vương quốc Anh. Tất cả các nhánh của chính phủ đều được tập trung ở Bangkok, thủ đô của Thái lan.
Từ tháng 5 năm 2014 đến tháng 7 năm 2019, Thái Lan đã được cai trị bởi một chính quyền quân sự - Hội đồng Hòa bình và Trật tự Quốc gia Thái Lan, trong đó bãi bỏ một phần hiến pháp 2007, tuyên bố thiết quân luật trên toàn quốc và ra lệnh giới nghiêm, cấm hội họp chính trị, bắt và giam giữ các nhà hoạt động chính trị chống cuộc đảo chính, áp đặt kiểm duyệt internet và nắm quyền kiểm soát các phương tiện truyền thông.

## Chế độ quân chủ

Nhà vua Bhumibol Adulyadej trị vì từ năm 1946 đến năm 2016.

Nhà vua Thái Lan Bhumibol Adulyadej (Rama IX) là vị vua có thời gian trị vì lâu nhất thế giới, ông lên ngôi từ năm 1946 đến năm 2016. Hiến pháp quy định rằng chủ quyền nhà nước thuộc về người dân, nhà vua sẽ thực hiện quyền hạn của mình thông qua ba nhánh của chính phủ Thái Lan. Theo hiến pháp nhà vua có rất ít quyền lực, và là một biểu tượng của quốc gia. Là nguyên thủ quốc gia, ông được trao một số quyền lực và có một vai trò trong các hoạt động của chính phủ. Theo hiến pháp, nhà vua là người đứng đầu của các lực lượng vũ trang. Ông được yêu cầu phải là Phật tử cũng như là người bảo hộ của tất cả các tôn giáo trong nước. Nhà vua cũng được giữ lại một số quyền hạn truyền thống như quyền chỉ định người thừa kế và ân xá dưới sự đồng ý của Hoàng gia. Nhà vua được trợ giúp trong những nhiệm vụ của mình bởi Hội đồng cơ Mật của Thái lan.

## Hành pháp

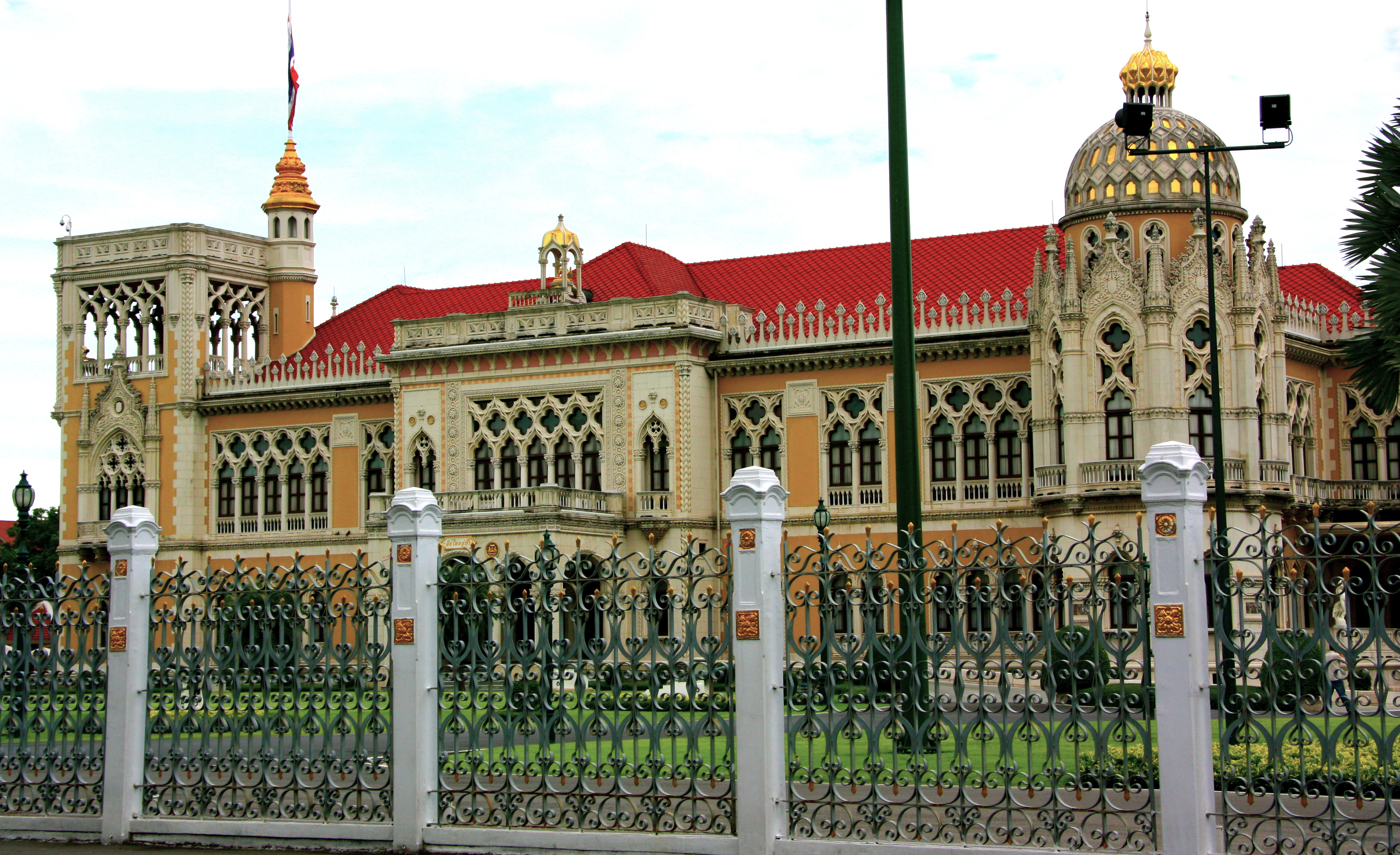
Tòa nhà chính phủ Thái Lan, văn phòng của thủ tướng và nội các của Thái Lan

## Lập pháp

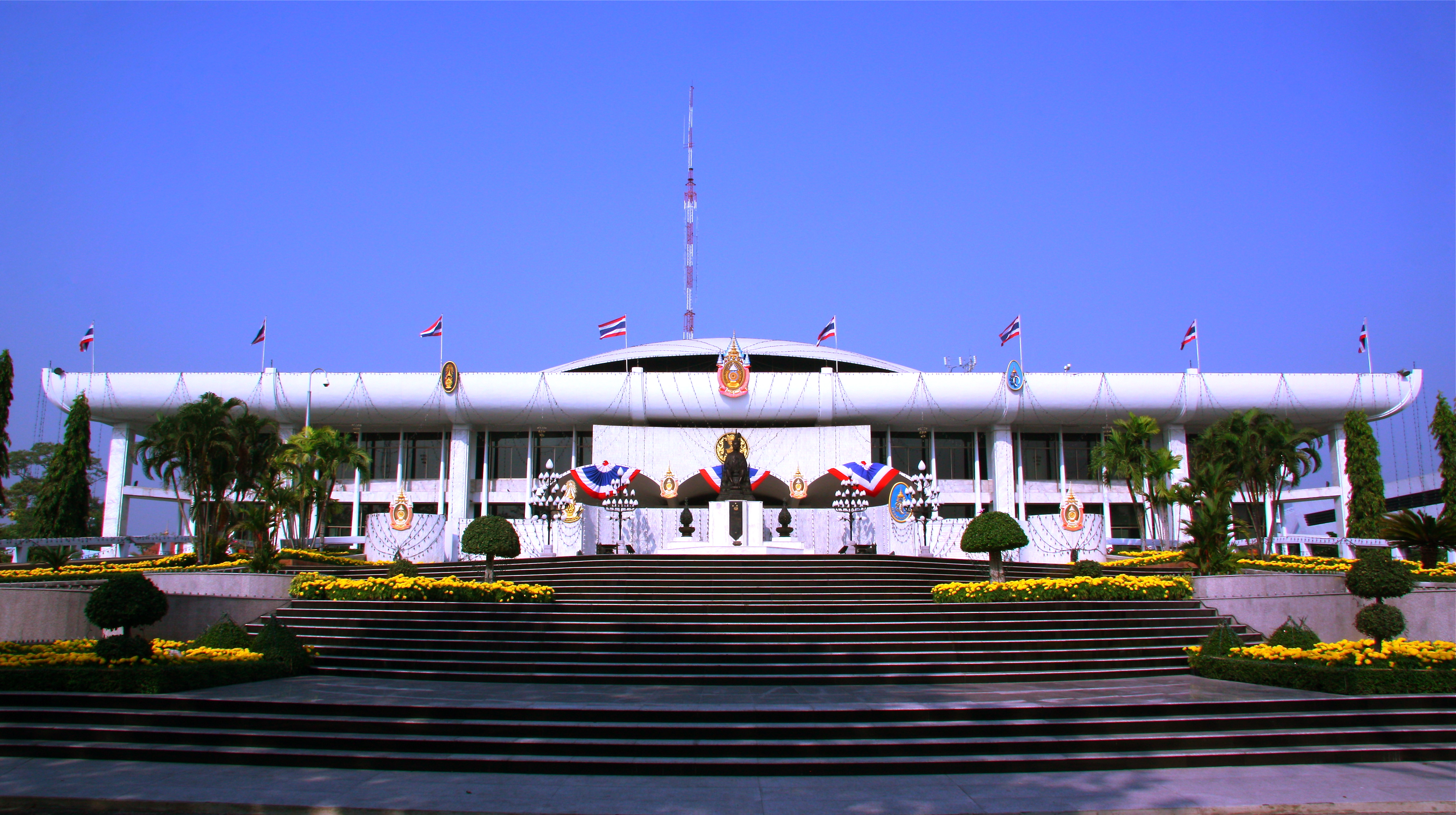
Tòa Nhà quốc hội của Thái lan, nơi diễn ra các cuộc họp của cả Hạ viện và Thượng viện Thái Lan từ năm 1974.

## Tư pháp
Ngành Tư pháp của Thái Lan bao gồm bốn hệ thống riêng biệt: Tòa án Quân sự (đã được mở rộng quyền lực của mình từ ngày 22 tháng 5 năm 2014), hệ thống Tòa án Tư pháp, hệ thống Tòa án hành chính và Tòa án Hiến pháp.

## Chính quyền địa phương
Thái lan được chia thành 76 tỉnh (changwat). Bộ Nội vụ bổ nhiệm thống đốc cho tất cả các tỉnh. Các đô thị lớn ở Băng Cốc là những khu hành chính đặc biệt cùng cấp với tỉnh, nhưng thống đốc là do dân bầu.

## Tiếp cận
Vào tháng 10 năm 2015 chính phủ cho ra mắt một trang web thông tin các dịch vụ của chính phủ.